# Silusa californica
Silusa californica är en skalbaggsart som beskrevs av Max Bernhauer 1905. Silusa californica ingår i släktet Silusa och familjen kortvingar. Inga underarter finns listade i Catalogue of Life.